# Neder-Lausitzs voetbalkampioenschap 1913/14
In 1913/14 werd het elfde Neder-Lausitzs voetbalkampioenschap gespeeld, dat georganiseerd werd door de Zuidoost-Duitse voetbalbond. 
Viktoria Forst werd kampioen en plaatste zich voor de Zuidoost-Duitse eindronde. Als titelverdediger was ook Askania geplaatst. Viktoria verloor van de Breslauer Sportfreunde. Askania won van DSV Posen,  Preußen Görlitz en de Breslauer Sportfreunde. Hierdoor plaatste de club zich ook voor de eindronde om de Duitse landstitel en werd in de eerste ronde uitgeschakeld door Berliner BC 03.
SC Alemannia Cottbus fuseerde op 1 oktober 1913 met Hockey-Club Cottbus tot Cottbuser SC 1896, reeds gespeelde wedstrijden werden geschrapt. 

## 1. Klasse
| Plaats | Club                        | Wed. | W  | G | V  | Saldo | Ptn   |
| ------ | --------------------------- | ---- | -- | - | -- | ----- | ----- |
| 1.     | FC Viktoria Forst           | 16   | 11 | 3 | 2  | 50:13 | 25:7  |
| 2.     | FC Askania Forst            | 16   | 10 | 4 | 2  | 46:13 | 24:8  |
| 3.     | FV Brandenburg 1899 Cottbus | 15   | 9  | 1 | 5  | 37:26 | 19:11 |
| 4.     | FC Deutschland 1901 Forst   | 15   | 8  | 1 | 6  | 31:29 | 17:13 |
| 5.     | SC Viktoria 1897 Cottbus    | 14   | 6  | 2 | 6  | 27:27 | 14:14 |
| 6.     | TuFC Britannia Cottbus      | 14   | 6  | 0 | 8  | 24:36 | 12:16 |
| 7.     | FC Hohenzollern 1901 Forst  | 15   | 4  | 1 | 10 | 28:49 | 9:21  |
| 8.     | FC Amicitia 1900 Forst      | 13   | 2  | 2 | 9  | 20:40 | 6:20  |
| 9.     | SC Union 05 Cottbus         | 6    | 3  | 0 | 11 | 16:46 | 6:22  |

|  | Kampioen                                                     |
|  | Geplaatst voor Zuidoost-Duitse eindronde als titelverdediger |
|  | Degradatie                                                   |

## Promotie eindronde
Halve finale
|               |                        |   |                |         |
| 29 maart 1914 | FC Sparta Finsterwalde | ? | VfB Weißwasser | Cottbus |
| 29 maart 1914 |                        |   |                | Cottbus |

SV Wacker Ströbitz was rechtstreeks voor de finale geplaatst. De uitslag is niet meer bekend, enkel dat Finsterwalde won. 
Finale
|            |                    |       |                        |         |
| 3 mei 1914 | SV Wacker Ströbitz | 7 – 2 | FC Sparta Finsterwalde | Cottbus |
| 3 mei 1914 |                    |       |                        | Cottbus |